# NEE
NEE（ニー），日本的四人摇滚乐队。于2021年9月1日於Victor Entertainment旗下的廠牌「Getting Better」正式出道。 
樂隊在成立初期名為「（Orange Paprika）」，後來改名為全小寫的「nee」。活動一段時間後，再於2020年4月14日改為大寫的「NEE」。改名的理由是「占卜說大寫比較好」。在搬到東京後，於網上討論區上結識大樹，並組成樂隊。隨後，當和朋友一起去live house時，的朋友搭訕在吧台工作的，然後加入了樂隊。他們有時因這一連串的經歷而被稱為「透過約會網站和搭訕組成的樂隊」。後來他們在一場三人演出中招募吉他手，夕日自薦加入，形成現在的樂隊。獨立時期所屬的唱片公司有「日本的戀愛保健室」和「L.C.L RECORDS」。

## 樂隊成员
（1997年10月6日）
貝斯手，出生於東京都。於明治大學文學部畢業。
大树（1994年7月2日）
鼓手，本名為原口大樹（曾於專輯的特典影像中公開）。出生於宮崎縣，於宮崎縣立都城工業高等學校畢業。
（1999年3月3日 - 2024年5月12日（25歲））
吉他手和主唱，出生於廣島縣。於東廣島市立西條中學畢業，高中輟學。他同時負責樂隊所有歌曲的填詞和作曲。同時也以「村上蔵馬」的名義製作Vocaloid歌曲。
（1998年4月4日）
吉他手，出生于伦敦。